# Corallus hortulanus
Corallus hortulanus är en art i släktet trädboaormar (Corallus) som lever i Sydamerika. Det svenska trivialnamnet Trädgårdsboa kommer, liksom det latinska artnamnet hortulanus, av att Linné i sin artbeskrivning tyckte att färgteckningen på huvudet påminner om en trädgård.
Ormens utbredningsområde sträcker sig från regionen Guyana över Amazonområdet och nordvästra Sydamerika till Bolivia. En avskild population finns i östra Brasilien.
Corallus hortulanus blir upp till 2,5 meter lång.